# Tiro esportivo nos Jogos Pan-Americanos de 2007 - Skeet masculino
A competição de skeet masculino foi um dos eventos do tiro esportivo nos Jogos Pan-Americanos de 2007, realizado no Complexo Esportivo Deodoro.

## Medalhistas
| Ouro   | USA Vincent Hancock |
| Prata  | USA Todd Graves     |
| Bronze | MEX Ariel Flores    |

## Resultados

### Qualificatória
| Pos. | Nome                        | Dia 1 | Dia 1 | Dia 1 | Dia 2 | Dia 2 | Total |                                  |
| Pos. | Nome                        | 1     | 2     | 3     | 1     | 2     | Total |                                  |
| ---- | --------------------------- | ----- | ----- | ----- | ----- | ----- | ----- | -------------------------------- |
| 1    | USA Todd Graves             | 24    | 24    | 25    | 25    | 25    | 123   | Recorde dos Jogos Pan-Americanos |
| 2    | USA Vincent Hancock         | 24    | 25    | 23    | 25    | 25    | 122   |                                  |
| 3=   | MEX Ariel Flores            | 23    | 25    | 23    | 25    | 24    | 120   |                                  |
| 3=   | PER Marco Martellini        | 23    | 24    | 24    | 24    | 25    | 120   |                                  |
| 5=   | CAN Jason Caswell           | 25    | 25    | 23    | 24    | 22    | 119   |                                  |
| 5=   | MEX Carlos Romero           | 23    | 24    | 25    | 22    | 25    | 119   |                                  |
| 7=   | CUB Juan Rodríguez Martínez | 24    | 23    | 25    | 22    | 24    | 118   |                                  |
| 7=   | CHI Jorge Atalán            | 23    | 24    | 23    | 24    | 24    | 118   |                                  |
| 7=   | PER Nicolás Giha Yarur      | 23    | 25    | 22    | 24    | 24    | 118   |                                  |
| 10=  | CUB Guillermo Rodríguez     | 23    | 21    | 24    | 25    | 24    | 117   |                                  |
| 10=  | ARG Federico Gil            | 24    | 20    | 24    | 24    | 25    | 117   |                                  |
| 10=  | BAR Michael Maskell         | 23    | 24    | 23    | 22    | 25    | 117   |                                  |
| 13   | TRI John Auerbach           | 23    | 23    | 24    | 24    | 22    | 116   |                                  |
| 14=  | CHI Bonifacio Bilbao        | 23    | 24    | 23    | 22    | 23    | 115   |                                  |
| 14=  | GUA Juan Carlos Romero      | 23    | 22    | 23    | 24    | 23    | 115   |                                  |
| 16=  | ARG Fernando Gazotti        | 22    | 21    | 22    | 24    | 24    | 113   |                                  |
| 16=  | COL Diego Duarte            | 21    | 22    | 23    | 24    | 23    | 113   |                                  |
| 18   | CAY Eddie McLean            | 22    | 23    | 23    | 23    | 21    | 112   |                                  |
| 19=  | COL Carlos Solis            | 24    | 18    | 23    | 24    | 22    | 111   |                                  |
| 19=  | BRA Wilson Zocolotte Júnior | 23    | 23    | 20    | 23    | 22    | 111   |                                  |
| 21=  | BRA Renato Portela          | 21    | 21    | 21    | 23    | 24    | 110   |                                  |
| 21=  | DOM Julio Manuel Dujarric   | 21    | 22    | 22    | 22    | 23    | 110   |                                  |
| 23   | DOM Julio Elizardo Dujarric | 20    | 22    | 21    | 22    | 23    | 108   |                                  |
| 24=  | GUA Fernando Estrada        | 20    | 20    | 23    | 22    | 21    | 106   |                                  |
| 24=  | PUR Luis Bermúdez           | 20    | 23    | 18    | 24    | 21    | 106   |                                  |
| 26=  | CAY Rob Harris              | 22    | 20    | 21    | 18    | 23    | 104   |                                  |
| 26=  | CAN Richard McBride         | 23    | 19    | 21    | 22    | 19    | 104   |                                  |

## Final
| Pos. | Atleta               | Qual. | Final | Total |                                  | S-Off |
| ---- | -------------------- | ----- | ----- | ----- | -------------------------------- | ----- |
|      | USA Vincent Hancock  | 122   | 25    | 147   | Recorde dos Jogos Pan-Americanos | +2    |
|      | USA Todd Graves      | 123   | 24    | 147   |                                  | +1    |
|      | MEX Ariel Flores     | 120   | 24    | 144   |                                  |       |
| 4    | PER Marco Martellini | 120   | 22    | 142   |                                  |       |
| 5    | CAN Jason Caswell    | 119   | 21    | 140   |                                  |       |
| 6    | MEX Carlos Romero    | 119   | 20    | 139   |                                  |       |

Legenda
| Recorde mundial                  | Recorde mundial (World record)               |                       | Recorde africano                      | Recorde africano (African) |                                           | Q | Classificado por posição (Qualified) |
| Recorde dos Jogos Pan-Americanos | Recorde pan-americano (Pan-American record)  | Recorde da América    | Recorde da América (Americas)         | q                          | Classificado por melhor tempo (Qualified) |   |                                      |
| Melhor marca do ano              | Melhor marca do ano (World leading)          | Recorde asiático      | Recorde asiático (Asian)              | DNS                        | Não largou (Did not start)                |   |                                      |
| Recorde nacional                 | Recorde nacional (National record)           | Recorde europeu       | Recorde europeu (European)            | DNF                        | Não terminou (Did not finish)             |   |                                      |
| Recorde pessoal                  | Recorde pessoal do atleta (Personal best)    | Recorde da Oceania    | Recorde da Oceania (Oceania)          | DSQ / DQ                   | Desclassificado (Disqualified)            |   |                                      |
| Recorde da temporada             | Recorde da temporada do atleta (Season best) | Recorde sul-americano | Recorde sul-americano (South America) | NM                         | Sem marca (No mark)                       |   |                                      |